# Fidia texana
Fidia texana är en skalbaggsart som beskrevs av Schaeffer 1934. Fidia texana ingår i släktet Fidia och familjen bladbaggar. Inga underarter finns listade i Catalogue of Life.